# Le notti porno nel mondo
Le notti porno nel mondo è un documentario del 1977, diretto da Bruno Mattei (accreditato come Jimmy Matheus) e Joe D'Amato (non accreditato). Il film rientra nella categoria dei Mondo movie ed è presentato da Laura Gemser, attrice indonesiana nota all'epoca per la serie di Emanuelle nera.

## Trama
Laura Gemser entra in scena dicendo: «Sono Laura Gemser, la tua Emanuelle Nera, che genere di spettacolo cercano i nottambuli dell'era della crisi economica?» e presenta una serie di spettacoli erotici che dovrebbero essere ambientati in varie parti del mondo, ma in realtà il film è stato girato interamente a Roma. Tra le scene più impressionanti l'evirazione di un adultero e una ragazza giapponese che si infila delle palline nella vagina e poi le lancia ai clienti di un bar.

## Produzione
Le parti di finto repertorio erotico furono girate da Bruno Mattei, mentre tutte quelle con Laura Gemser da Joe D'Amato. Il film venne ampiamente tagliato dalla censura.

## Distribuzione
Il film uscì in Germania Ovest come Emmanuelle - Sinnlichkeit hat tausend Namen, nel Regno Unito come Mondo Erotico e negli Stati Uniti come Sexy Night Report.

## Sequel
Il film venne rimontato dal solo D'Amato con il titolo Le notti porno nel mondo nº 2, uscito nel 1978 in una versione presentata da Ajita Wilson.
L'anno seguente Mattei e D'Amato girarono un sequel, Emanuelle e le porno notti nel mondo n.2, sempre con Laura Gemser come presentatrice.
Infine, Follie di notte venne realizzato da Mattei e D'Amato con le scene tagliate e con scene girate ex novo aventi Amanda Lear come protagonista.